# Power Mac G5

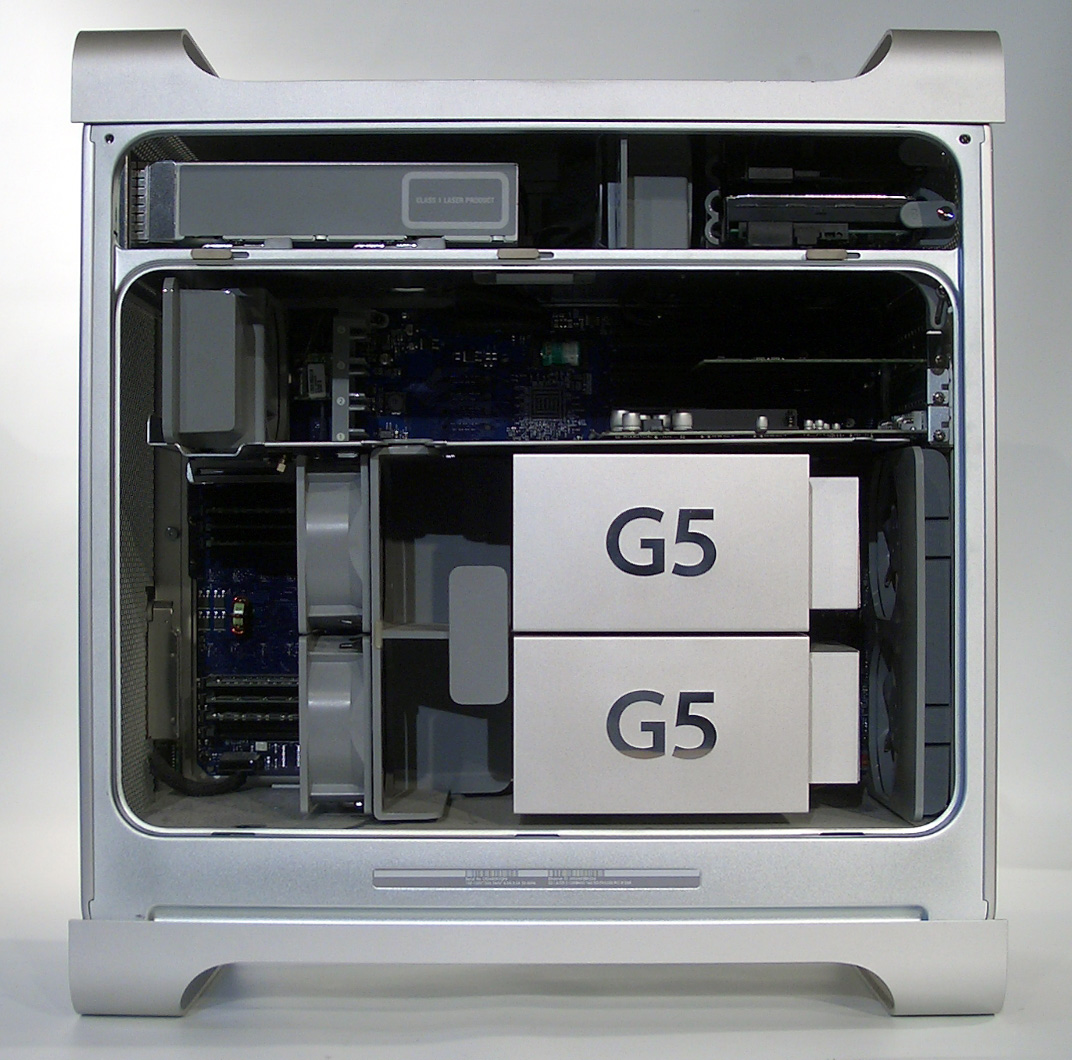
L'intérieur d'un Power Mac G5 Dual 1.8 GHz

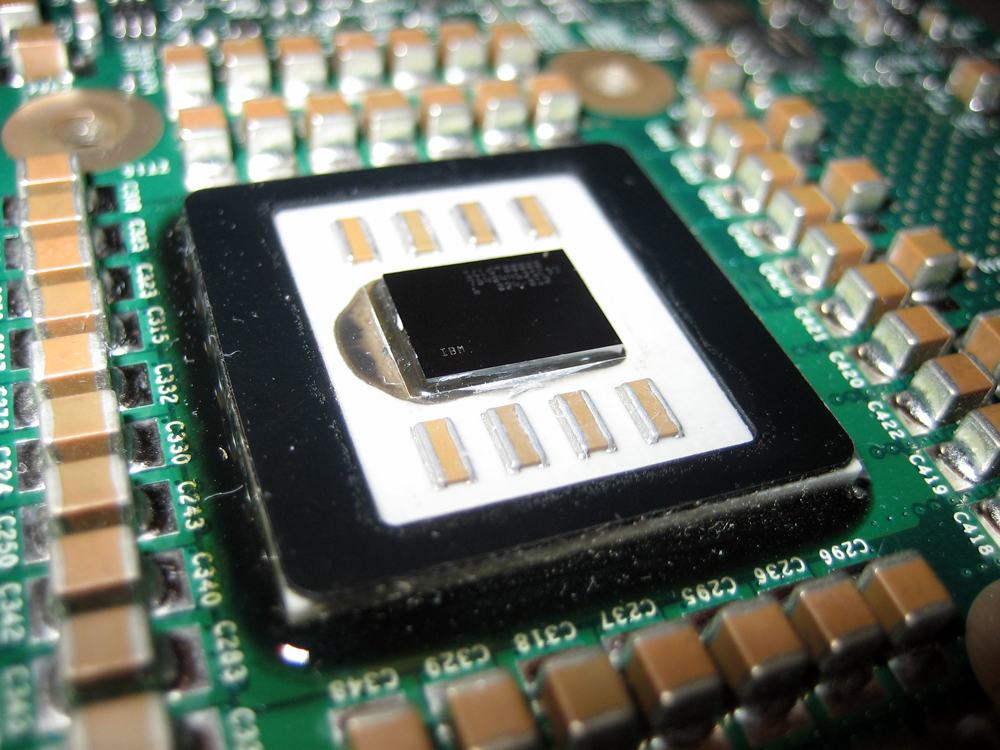
Le PowerPC 970FX d'un PowerMac G5

Le Power Mac G5 est un ordinateur personnel commercialisé par Apple. Il est doté d'un boîtier en aluminium anodisé et été lancé en juin 2003 lors de la Worldwide Developers Conference Apple. Les modèles intégraient des processeurs PowerPC 970 cadencés entre 1,6 et 2 GHz et un FSB de 1 GHz. Différentes mises à jour ont vu les fréquences monter à 2,5 GHz (juin 2004) puis 2,7 GHz (avril 2005). Il sera remplacé en octobre 2005 par les Power Mac G5 double-cœur ("dual"), à base de PowerPC 970MP. La production s'arrête en août 2006, ce qui signe la fin de l'utilisation des processeurs PowerPC chez Apple. 
Le design du G5 sera très apprécié du public et ses lignes seront conservées sur les modèles Mac Pro qui lui succèderont jusqu'en 2013. Les boîtiers de G5 sont fréquemment repris par les moddeurs pour y installer un Hackintosh (un PC exécutant macOS) afin de donner un aspect véritable à une machine non conçue par Apple, les boîtiers étant aujourd'hui peu chers sur le marcher de l'occasion. Depuis 2019, le Mac Pro a à nouveau un design évoquant celui du Power Mac G5.

## Caractéristiques communes
- Processeur : 1 ou 2 PowerPC 970 ou 970FX cadencé entre 1,6 et 2,7 GHz
- Adressage 64 bit
- Bus système 128 bit cadencé à la moitié de la vitesse du processeur
- Mémoire morte : 1 Mio pour le démarrage, les autres instructions étant chargées en mémoire vive
- Mémoire vive : 256, 512 ou 1 024 Mio, extensible à 4, 8 ou 16 Gio
- Mémoire cache de niveau 1 : instructions : 64 Kio, données : 32 Kio
- Mémoire cache de niveau 2 : 512 Kio, cadencée à la vitesse du processeur
- Disque dur Serial ATA
- Graveur DVD-RW à la norme ATAPI (lecteur Combo possible en option)
- Modem 56 k V92 optionnel
- Carte vidéo AGP 8x ou PCI-Express 16x
- Slots d'extension :
  - 3 slots d'extension PCI ou PCI-X ou 4 slots d'extension PCI Express ;
  - 4 ou 8 connecteurs mémoire de type SDRAM DDR PC3200 à 400 MHz ou 8 connecteurs mémoire de type SDRAM DDR2 à 533 MHz ;
  - 2 baies d'extension 3,5" Serial ATA (dont une occupée par le disque dur) ;
- Connectique :
  - 2 ports Firewire 400 (dont un en façade) ;
  - 1 port FireWire 800 ;
  - 3 ou 4 ports USB2 (dont un en façade) ;
  - 1 ou 2 ports Ethernet 10/100/1000BASE-T ;
  - sortie vidéo ADC + DVI ou 2 DVI ;
  - entrée/sortie audio stéréo 16 bit ;
- Haut-parleur : mono
- Dimensions : 51,1 × 20,6 × 47,5 cm
- Poids : de 17,8 kg à 20,2 kg
- Alimentation : jusqu'à 1000 W pour le Quad
- Systèmes supportés : à partir de Mac OS X 10.2.7 (version spécifique G5) et jusqu'à Mac OS X 10.5.8 (dernière version supportant les PowerPC)

## Les différents modèles
- juin 2003 :
  - 1,6 GHz, bus à 800 MHz, 512 Kio de cache N2, 80 Go de disque dur
  - 1,8 GHz, bus à 900 MHz, 512 Kio de cache N2, 160 Go de disque dur, PCI-X
  - 1,8 Ghz Bipro, bus à 900 MHz, 512 Kio de cache N2, 160 Go de disque dur, PCI-X
  - 2 GHz Bipro, bus à 1 GHz, 512 Kio de cache N2, 160 Go de disque dur, PCI-X
- juin 2004 :
  - 1,8 GHz, bus à 600 MHz, 512 Kio de cache N2 (octobre 2004)
  - 1,8 GHz Bipro, bus à 900 MHz, 512 Kio de cache N2
  - 2,0 Ghz Bipro, bus à 1 GHz, 512 Kio de cache N2

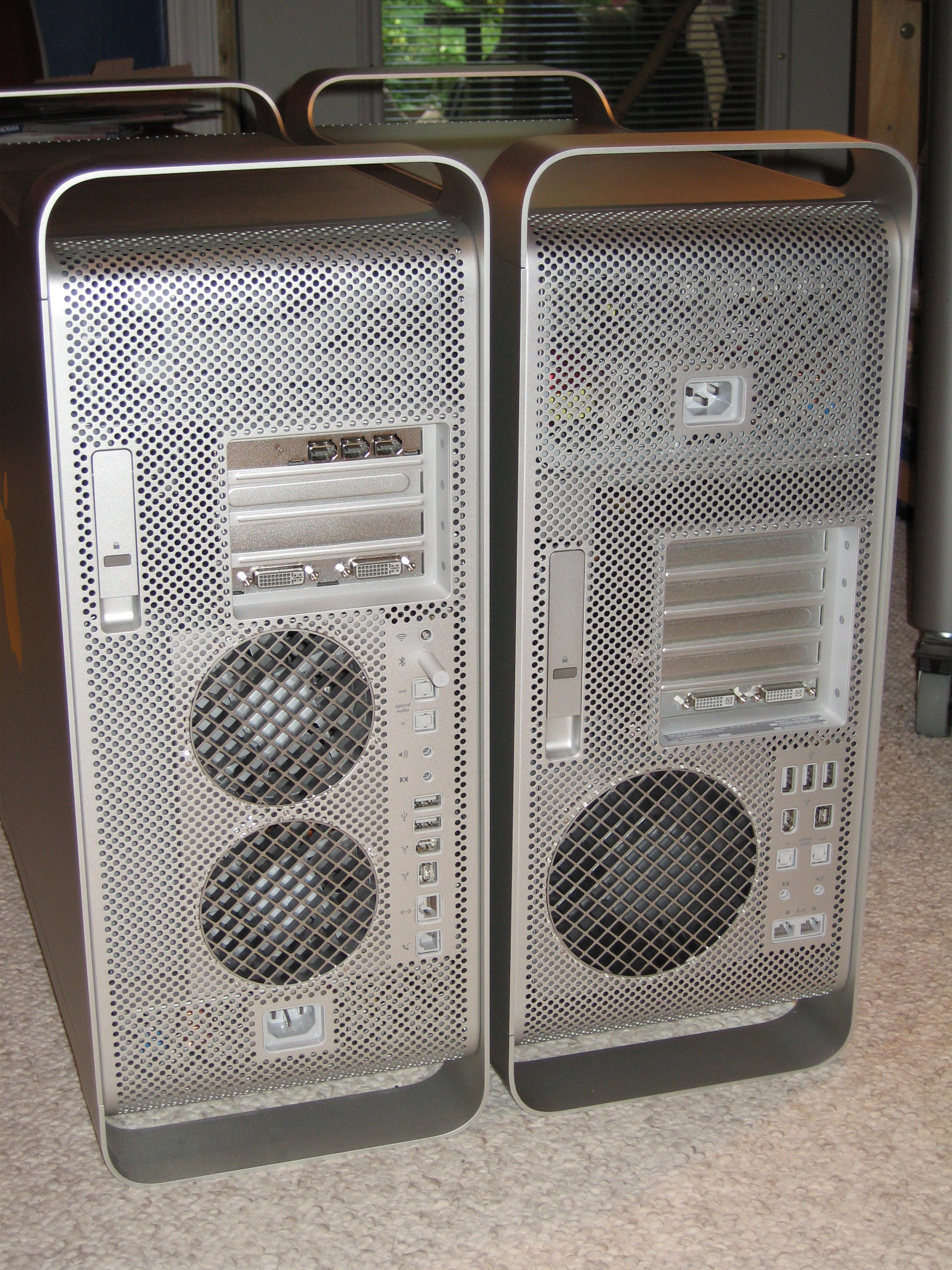
À gauche un PowerMac G5 et à droite un Mac Pro

  - 2,5 GHz Bipro, bus à 1,25 GHz, 512 Kio de cache N2, refroidi par circulation d'eau.
- avril 2005 :
  - 2 GHz Bipro, bus à 1 GHz, 512 Kio de cache N2, 512 Mio de SDRAM DDR, 160 Go de disque dur
  - 2,3 Ghz Bipro, bus à 1,15 GHz, 512 Kio de cache N2, 512 Mio de SDRAM DDR, 250 Go de disque dur
  - 2,7 GHz Bipro, bus à 1,35 GHz, 512 Kio de cache N2, 512 Mio de SDRAM DDR, 400 Go de disque dur
- octobre 2005 :
  - 2 GHz DualCore, bus à 1 GHz, 1 Mio de cache N2 1 Go de SDRAM DDR2, 160 Go de disque dur, PCI-E
  - 2,3 Ghz DualCore, bus à 1,15 GHz, 1 Mio de cache N2, 1 Go de SDRAM DDR2, 250 Go de disque dur, PCI-E
  - 2,5 GHz Quad Core (Bi Dual Core), bus à 1,25 GHz, 1 Mio de cache N2, 1 Go de SDRAM DDR2, 500 Go de disque dur, PCI-E